# Surf sulla folla

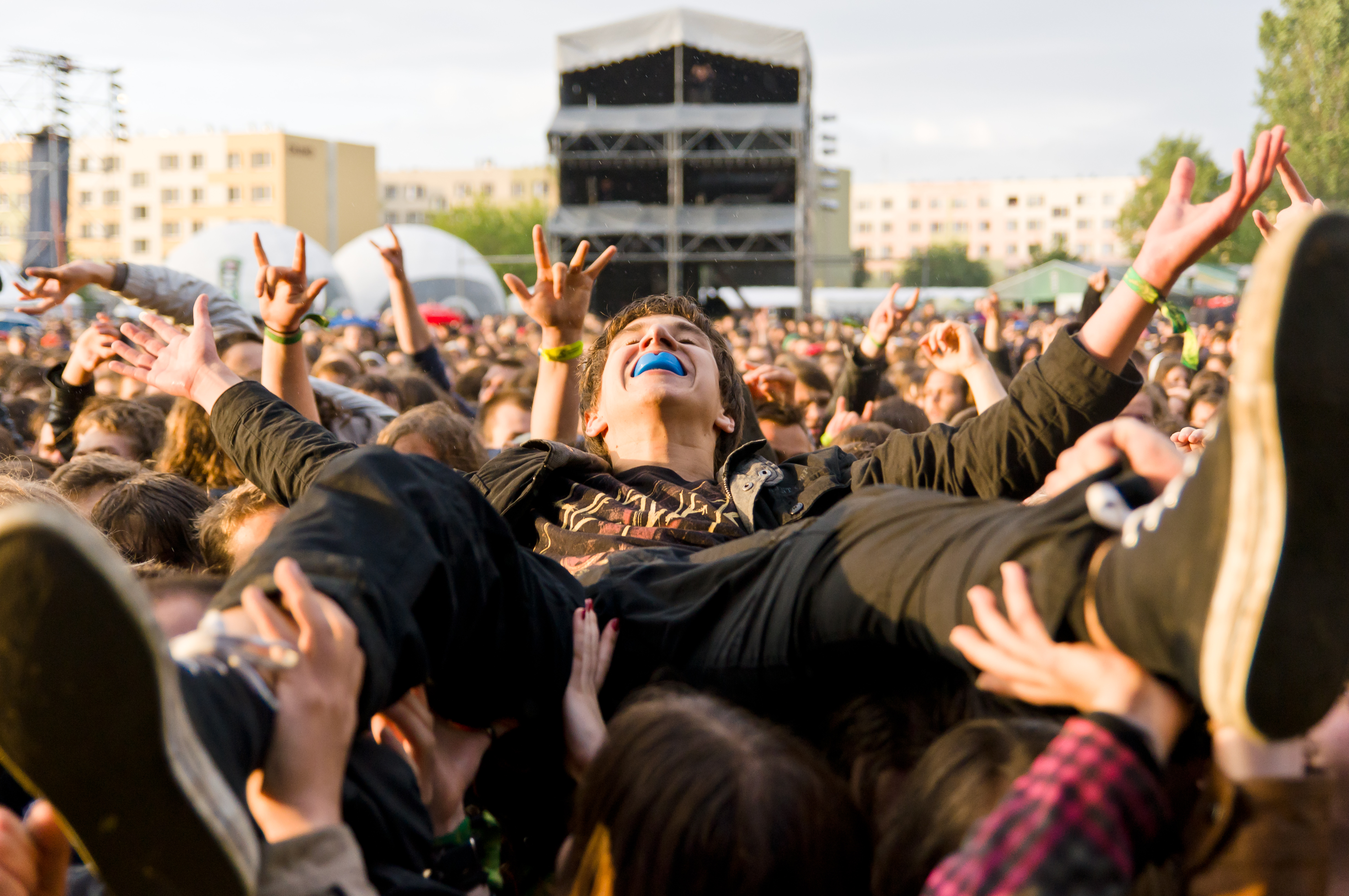
Surf sulla folla

Il surf sulla folla (in inglese crowd surfing, espressione che designa l'atto di "surfare su una folla") consiste nel passare una persona sopra il resto del pubblico. Si tratta di un'usanza invalsa prevalentemente nei concerti rock: uno degli spettatori si fa sollevare sopra le teste del resto della folla oppure si lancia dal palco dove la band sta suonando e "surfa", cioè viene letteralmente trasportato, passando di mano in mano. 
A volte il surf sulla folla viene dopo il tuffo dal palco (in inglese stage diving).
Nel 2000, al Roskilde Festival, morirono nove persone ed altre furono calpestate riportando ferite durante un concerto dei Pearl Jam. Da allora, il crowd surfing è illegale nella maggior parte dei festival e dei concerti in Europa.
Il gruppo musicale They Might Be Giants, pur scoraggiando con forza questa pratica, la definisce passing the dude.